# عبد الرؤوف بن أحمد (مخرج)
عبد الرؤوف بن أحمد مخرج سنيمائي وفوتوغرافي وناشط جمعوي جزائري من مواليد 24 مايو 1994 بمدينة غليزان.

## حياته
ولد عبد الرؤوف بن احمد بمدينة غليزان عام 1994 أين تربى وسط عائلة كبيرة وإلتحق بصفوف الدراسة بمدينته وبحصوله على شهادة البكالوريا بتقدير جيد ألتحق بجامعة 20 أوت 1955سكيكدة ودراسة البيتروكيمياويات وتخرج من جامعته عام 2018 بشهادة ماستر.

## النشاط الطلابي
يعد عراب ومهندس إنشاء نادي بيتروليوم عام 2016  التابع للكلية حيث ترأس النادي الذي نظم ملتقيات دولية عديدة في مجالات تكنولوجية وعلمية، ساهم في ترقية النشاط العلمي في الوسط الطلابي أين عرف بالنادي وبالكلية وبالطاقات التي يتمتع بها الطلاب في ذلك المجال.

## النشاط الجمعوي
كان من مؤسسي نادي نادي ويليزان للإنتاج السمعي البصري التابع للرابطة الجوارية لتسلية الشباب لولاية غليزان.

## الإخراج
كان لعبد الرؤوف بن أحمد فرصة لإخراج فيلم وثائقي بعنوان ''الجير'' الذي يبرز عادات وتقاليد منطقة غليزان المهتمة بالولي الصالح سيدي أمحمد بن عودة.

## جوائز
- حائز على جائزة أحسن فيلم وثائقي مهرجان مكناس الدولي لسينما للشباب 2021[3][4]